# Westfield Center (Ohio)
Westfield Center es una villa ubicada en el condado de Medina en el estado estadounidense de Ohio. En el Censo de 2010 tenía una población de 1115 habitantes y una densidad poblacional de 204,22 personas por km².

## Geografía
Westfield Center se encuentra ubicada en las coordenadas 41°1′42″N 81°55′53″O / 41.02833, -81.93139. Según la Oficina del Censo de los Estados Unidos, Westfield Center tiene una superficie total de 5.46 km², de la cual 5.46 km² corresponden a tierra firme y (0%) 0 km² es agua.

## Demografía
Según el censo de 2010, había 1115 personas residiendo en Westfield Center. La densidad de población era de 204,22 hab./km². De los 1115 habitantes, Westfield Center estaba compuesto por el 97.49% blancos, el 0.09% eran afroamericanos, el 0% eran amerindios, el 0.9% eran asiáticos, el 0% eran isleños del Pacífico, el 0.27% eran de otras razas y el 1.26% pertenecían a dos o más razas. Del total de la población el 1.26% eran hispanos o latinos de cualquier raza.